# Камен за под главу (Краљевачко позориште)
Камен за под главу је позоришна представа Краљевачког позоришта, у режији Драгана Јаковљевића, урађена по истоименом тексту Милице Новковић.

## О представи

### Премијерна подела
Представа Камен за под главу настала је по истоименом тексту Милице Новковић и њено је најпознатије драмско дело, за које је добила Стеријину награду 1978. године. На сцени тадашњег Аматерског позоришта у Краљеву постављена је 1994. године, у режији Драгана Јаковљевића. Премијерну поделу чинили су Миле Цвијовић (Вучко Вучетић), Предраг Марковић (Милун Вучетић), Миломир Недељковић (Новак Вучетић), Звездан Андрић (Здравко Вучетић), Предраг Павловић (Крсман Вучетић), Биљана Костантиновић (Симана Вучетић), Душанка Цвијовић (Круна Вучетић), Милица Илић (Јелка Боговићка), Верољуб Андријанић (Бошко) и Живодраг Гајовић (Никита). Већ до истека прве сезоне у којој је постављена, представа је изведена 17 пута. У јулу исте године, на Савезном фестивалу аматерских позоришта у Врању, ансамбл је освојио шест Златних маски. Поред награде за најбољу представу, лауреати су били Драган Јаковљевић за режију, Иванка Крстовић за костим, Бора Дугић за музику, док су глумачке награде добили Биљана Константиновић и Миломир Недељковић. Представа је у наредном периоду гостовала на сценама позоришта широм државе, а 15. маја 1995. уврштена је у пратећи програм Фестивала професионалних позоришта Србије „Јоаким Вујић“, који је одржан у Нишу. У јулу те године, представа је изведена и пред београдском публиком у Атељеу 212. Представа је од премијерне поставке у континуитету извођена од 101 пут, током 10 година, а затим скинута са репертоара. Од тога је 99. извођење било на сцени „Раша Плаовић”, Народног позоришта у Београду, док је последња реприза одиграна у Српском народном позоришту у Новом Саду. Представа је пратила период преласка Краљевачког позоришта из аматерског у професионални статус, током друге половине 90-их година 20. века и почетком новог миленијума. Током извођења, мењао се ансамбл представе, па су у улози Круне Вучетић биле Горица Станковић (касније Динуловић) и Сабина Савковић, Јелку Боговићку је играла Вишња Ћирић, а Милуна Славољуб Ђорђевић.

### Обнова
Представа је обновљена 2014. године, а у односу на прво извођење, своје улоге су задржали Миле Цвијовић, Миломир Недељковић, Биљана Костантиновић, Верољуб Андријанић, Живодраг Гајовић и Предраг Павловић, у алтернацији са Предрагом Котуром за лик Крсмана Вучетића. Улога Здравка Вучетића припала је Зорану Церовини, а Јелке Боговићке Светлани Миленковић. Представа је исте године затворила 50. по реду Фестивал професионалних позоришта Србије „Јоаким Вујић“, у част награђених.
У фебруару 2016, након извођења представе, глумцу Милету Цвијовићу, познатом под надимком Нецо, уручена је повеља за 50. година уметничког рада и доприноса позоришту. Крајем 2019. у краљевачком Народном музеју постављена је изложба под називом „Испод подигнуте завесе”, ауторке Мирјане Савић, поводом 7 деценија рада позоришта. Затворена је почетком марта 2020, програмом у ком су учествовали Миломир Недељковић, Биљана Костантиновић и Миле Цвијовић, који су све време били део ансамбла. Представа Камен за под главу је на Јутјубу премијерно постављена 24. марта исте године, током ванредног стања у Републици Србији, изазваног епидемијом вируса корона.

## Ансамбл
| Глумачка подела | Глумачка подела      | Глумачка подела      | Глумачка подела      |
| Улога           | Премијера            | Каснија извођења     | Обнова               |
| --------------- | -------------------- | -------------------- | -------------------- |
| Вучко Вучетић   | Миле Цвијовић        | Миле Цвијовић        | Миле Цвијовић        |
| Милун Вучетић   | Предраг Марковић     | Славољуб Ђорђевић    | Славољуб Ђорђевић    |
| Новак Вучетић   | Миломир Недељковић   | Миломир Недељковић   | Миломир Недељковић   |
| Здравко Вучетић | Звездан Андрић       | Звездан Андрић       | Зоран Церовина       |
| Крсман Вучетић  | Предраг Павловић     | Предраг Павловић     | Предраг Павловић     |
| Крсман Вучетић  |                      | Предраг Котур        |                      |
| Симана Вучетић  | Биљана Костантиновић | Биљана Костантиновић | Биљана Костантиновић |
| Круна Вучетић   | Душанка Цвијовић     | Горица Динуловић     | Горица Динуловић     |
| Круна Вучетић   | Сабина Савковић      |                      |                      |
| Јелка Боговићка | Милица Илић          | Вишња Ћирић          | Светлана Миленковић  |
| Бошко           | Верољуб Андријанић   | Верољуб Андријанић   | Верољуб Андријанић   |
| Никита          | Живодраг Гајовић     | Живодраг Гајовић     | Живодраг Гајовић     |

| Технички сектор        | Технички сектор   | Технички сектор                  | Технички сектор |
| Задужење               | Премијера         | Каснија извођења                 |                 |
| ---------------------- | ----------------- | -------------------------------- | --------------- |
| Сценариста и драматург | Милица Новковић   | Милица Новковић                  |                 |
| Редитељ                | Драган Јаковљевић | Драган Јаковљевић                |                 |
| Сценограф              |                   | Велизар Србљановић               |                 |
| Костимограф            | Оливера Живковић  | Иванка Крстовић                  |                 |
| Композитор             | Бора Дугић        | Бора Дугић                       |                 |
| Лектор                 |                   | Радован Кнежевић                 |                 |
| Инспицијент            | Зоран Дамјановић  | Александра Касапинов             |                 |
| Суфлер                 | Нада Станков      | Нада Станков                     |                 |
| Декоратер              | Ђорђе Петровић    |                                  |                 |
| Дизајнер светла        | Радослав Пајић    | Светозар Тошић Александар Божина |                 |
| Тон-мајстор            |                   | Миладин Јевремовић               |                 |
| Дизајнер сценске маске |                   | Нијаз Мемиш                      |                 |
| Музички сарадник       | Света Томић       | Света Томић                      |                 |
| Шеф технике            |                   | Зоран Милић                      |                 |

## Награде и признања
Савезни фестивал аматерских позоришта у Врању, 1994. године
- „Златна маска” за најбољу представу
- „Златна маска” за режију Драгану Јаковљевићу
- „Златна маска” за костим Иванки Крстовић
- „Златна маска” за музику Бори Дугићу
- „Златне маске” за најбољу улогу Миломиру Недељковићу и Биљани Костантиновић